# 黒土三男
黒土 三男（くろつち みつお、1947年（昭和22年）3月3日 - 2023年（令和5年）3月25日）は、日本の脚本家・映画監督。熊本県熊本市出身。

## 経歴
熊本県立熊本高等学校、立教大学法学部を卒業後、木下惠介プロダクションの助監督となる。2年間の勤務を経てフリーの脚本家となる。
1978年（昭和53年）TBS系で放送された『コメットさん』でTV脚本家としてデビューした。
1988年「とんぼ」「うさぎの休日」などで第7回向田邦子賞受賞。
1989年（平成元年）『オルゴール』で映画監督デビュー。自身がメガホンを取った作品は全て自らが脚本を手がけている。
山田洋次監督作品映画『幸福の黄色いハンカチ』で脚本家の一人として参加し、以来、木下惠介とともに山田洋次を師として仰ぐ。
脚本、監督作品とも長渕剛を主演として起用したものが多い（長渕剛の「浦安の黒ちゃん」は黒土三男を元に書かれた曲である）が、映画『英二』の演出を巡り対立したため、死去まで2人の間に交流はなかった。
2006年5月、映画『蟬しぐれ』の撮影時に出会った庄内平野の米を応援する「庄内米ファンクラブ」の初代会長に就任した。
2011年7月より放送の『水戸黄門』（第43部）では、脚本として参加している。
2011年3月の東日本大震災以降、愛知県豊田市に移住。2016年、豊田市を舞台とした自身の脚本・監督映画「星めぐりの町」の製作を発表。2017年春に撮影、2018年1月27日に全国公開された。これが生前最後の作品となった。
晩年は2022年9月に外出先で倒れ療養していたが、2023年3月25日午後10時17分、多臓器不全のため千葉県浦安市の自宅で死去した。76歳没。

## 作品

### テレビドラマ脚本
- コメットさん（1978年 TBS系 主演：大場久美子）
- ぼくらの時代（1981年 TBS系 主演：国広富之）
- 雨上がりの女（1982年 テレビ朝日系 主演：多岐川裕美）
- どっきり天馬先生（1983年 フジテレビ系 主演：石立鉄男）
- オレゴンから愛（1984年 フジテレビ系 主演：古谷一行）
- 親子ゲーム（1986年 TBS系 主演：長渕剛）
- 恋する時間です（1986年 日本テレビ系 主演：古谷一行）
- 親子ジグザグ（1987年 TBS系 主演：長渕剛）
- 親子ウォーズ（1988年 TBS 主演：安田成美）
- とんぼ（1988年 TBS 主演：長渕剛）
- うさぎの休日（1988年 NHK 主演：長渕剛）[9]
- 新橋烏森口青春編（1988年 NHK 主演：緒形直人）
- 男たちの運動会（1989年 NHK 主演：役所広司）
- 旅のはじまり（1990年 NHK 主演：萩原健一）
- 東京湾ブルース（1990年 テレビ朝日系 主演：緒形直人）
- イエローカード（1993年 TBS系 主演：陣内孝則）
- 外科医柊又三郎（1995年 テレビ朝日系 主演：萩原健一）
- 八月のラブソング（1996年 日本テレビ系 主演：葉月里緒菜）
- 「怪人食いしんぼ フグで殺す」（1996年、テレビ朝日、主演：佐藤B作）
- 英二ふたたび（1997年 フジテレビ系 主演：長渕剛）※監督も含め
- ボディーガード（1997年 テレビ朝日系 主演：長渕剛）
- 外科医・夏目三四郎（1998年 テレビ朝日系 主演：内藤剛志）
- 刑事☆イチロー（2003年 TBS 主演：加藤晴彦）
- 蝉しぐれ（2003年 NHK 主演：内野聖陽）
- 居酒屋もへじ（2011年 TBS 主演：水谷豊）
  - 居酒屋もへじ2〜あなたとわたし〜（2013年 TBS 主演：水谷豊）
- 隣の女（2014年 TBS 主演：一路真輝）
- 愛おしくて（2016年 NHK 主演：田中麗奈）
- ふつうが一番 —作家・藤沢周平 父の一言—（2016年 TBS 主演：東山紀之 第25回橋田賞受賞作品）[10]

### 映画監督・脚本
- オルゴール（1989年 東映 主演：長渕剛）
- 渋滞（1991年 アルゴプロジェクト 主演：萩原健一）
- 英二（1999年 東映 主演：長渕剛）
- 蟬しぐれ（2005年 東宝 主演：市川染五郎）
- 星めぐりの町（2018年 ファントム・フィルム 主演：小林稔侍）

### 舞台脚本
- おたふく物語（2016年9月公演 明治座 主演：藤山直美）
- 朗読劇「九十歳。何がめでたい」（2018年11月 - 12月公演 主演：三田佳子）